# Samuel Barber
Samuel Osborne Barber II (West Chester, 9 de Março de 1910 — Nova Iorque, 23 de Janeiro de 1981) foi um compositor norte-americano de música erudita.
Uma de suas obras mais conhecidas é "Adagio for Strings". Começou a compor com sete anos de idade; os seus estudos formais foram feitos no "Instituto de Música Curtis", em Filadélfia. Aos 25 anos tornou-se membro da Academia Americana em Roma.
Compôs o conhecido "Concerto para Violino" Opus 14 sendo este interpretado pelo grande violinista Isaac Stern, e a obra "Music for a Scene from Shelley", Opus 7, esta última baseada num poema de Percy Bysshe Shelley. É o autor de um Concerto para Piano e Orquestra e de uma Sonata para Piano. Sua ópera "Vanessa" (1957) ganhou o Prémio Pulitzer de Música. Em 1963 voltou a receber o Prémio por Piano Concerto.